# David Kranzler
David Kranzler (geboren 19. Mai 1930 in Frankfurt am Main; gestorben 7. November 2007 in Poughkeepsie, USA) war ein deutschamerikanischer Holocaustforscher.

## Leben
David Kranzlers Eltern mussten 1937 wegen des zunehmenden Antisemitismus aus Deutschland emigrieren. Kranzler wuchs in New York City auf. Er studierte Literatur am Brooklyn College, wo er 1953 den B.A. und 1958 den M.A. machte, außerdem erhielt er 1957 einen M.L.S. an der Columbia University. Er wurde 1971 an der Yeshiva University promoviert. 
Kranzler lehrte seit 1969 am Queensborough Community College der City University of New York (CUNY) und wurde dort Professor im Fachbereich für Bibliothekswissenschaften. Kranzler wurde 1988 emeritiert.
Kranzler erforschte die vielfältige Hilfe, die Juden im vom Deutschen Reich besetzten Europa erfuhren sowie über deren Fluchtort Shanghai.

## Schriften (Auswahl)
- mit Gutta Sternbuch: Memories of a Vanished World. Feldheim Publishers, 2005, ISBN 1-58330-779-6
- mit Gertrude Hirschler (Hrsg.): Solomon Schonfeld: his page in history. Recollections of individuals saved by an extraordinary Orthodox Jewish rescue hero during the Holocaust era. Judaica Press, New York City 1982, ISBN 0910818460.
- Holocaust hero. The untold story and vignettes of Solomon Schonfeld, an extraordinary British Orthodox rabbi who rescued 4000 Jews during the Holocaust. Jersey City : KTAV Publishing House, 2004 ISBN 0-88125-730-3
- The man who stopped the trains to Auschwitz: George Mantello, El Salvador, and Switzerland’s finest hour. Vorwort Joseph I. Lieberman. Syracuse, NY : Syracuse Univ. Press, 2000
- mit Dovid Landesman: Rav Breuer: His life and his legacy, A biography of Rav Dr. Joseph Breuer. Jerusalem : Feldheim, 1999
- Japanese, Nazis & Jews: The Jewish Refugee Community of Shanghai, 1938–1945. Vorwort Abraham G. Duker. Hoboken, NJ : KTAV Publ. House, 1988
- The history of the Jewish refugee community of Shanghai. 1973 New York, NY, Bernard Revel Graduate School, Yeshiva Univ., Diss., 1971